# Anthony Harrell
Anthony T. Harrell (31 mei 1977 in Los Angeles) is een Amerikaans acteur en muzikant.
Harrell was van 1996 tot en met 2000 in Saved by the Bell: The New Class te zien. Toen de serie werd stopgezet, was zijn carrière als acteur ook zo goed als voorbij. Hij deed auditie voor de televisieserie Passions maar dit gebeurde zonder succes. Wel had hij nog gastrollen in Any Day Now (2001), JAG (2001) en Buffy the Vampire Slayer (2002). Ook had hij een bijrol in de film American Gun in 2002.
Hierna stopte hij met acteren om door te breken als muzikant. Hij begon R&B te zingen met broer Grady. Ook maakten ze een album.